# مكتوب (موقع ويب)
مكتوب (بالإنجليزية: Maktoob)‏ موقع إلكتروني عربي اشتهر كأول موقع يقدم خدمة البريد الإلكتروني باللغة العربية. تأسس الموقع عام 1998 وكان على رأس فريق العمل سميح طوقان وحسام خوري وفادي غندور ومركزه الأردن.

## البداية
تأسس الموقع على يد ثلاثة مؤسسين: سميح طوقان، خريج كلية الهندسة؛ فادي غندور، الرئيس التنفيذي لشركة أرامكس؛ وحسام خوري، الخبير في إدارة الأعمال. وقد حقق الموقع نجاحاً ملحوظاً ليس فقط على المستوى العربي بل على المستوى العالمي أيضاً، حيث أصبح معروفاً في جميع أنحاء العالم. جمعت المنصة العديد من المواقع الأجنبية، مثل يوتيوب للفيديو، ياهو للبحث، غوغل في البحث، أمازون في الأدب والفن، eBay في التسوق، بايبال في الدفع الإلكتروني، هوتميل في البريد الإلكتروني، وفليكر في مشاركة الصور، وغيرها من الخدمات. يستحق هذا الموقع أن نتعرف عليه بشكل أكبر ونفهم ما يقدمه لنا.
تعود قصة نجاح الموقع إلى بداياته، كما يروي مؤسسه سميح طوقان. وُلد سميح طوقان في 27 فبراير 1969 في عمان، الأردن، وهو من أصل فلسطيني من مدينة نابلس، حيث هاجرت عائلته إلى الأردن إثر النكبة. نشأ في عائلة دعمت تعليمه بشكل كامل، مما مكنه من الالتحاق بأفضل المدارس وحصد أعلى الدرجات، ثم متابعة دراسته في الخارج. تخرج عام 1990 وحصل على درجة الماجستير في الهندسة الكهربائية من جامعة لندن في بريطانيا، ودرجة الماجستير في إدارة الأعمال من جامعة HEC في فرنسا عام 1992. بعد حصوله على الشهادات التي أرادها، قرر العودة إلى الأردن للعمل هناك والمساهمة في تطوير بلده.
بدأ سميح طوقان في عام 1994 بتأسيس مكتب استشاري في مجال التقنية أطلق عليه اسم BOC (Business Optimization Consultants). وقد اكتسب خبرة كبيرة في مجال خدمات الإنترنت وتطوير الأنظمة والتقنية.
مع مرور الوقت، لاحظ الطفرة الكبيرة في استخدام الشبكات (الإنترنت) والبريد الإلكتروني في العالم وفي العالم العربي، حيث كان العرب يستخدمون مواقع إنجليزية. من هنا جاءت فكرة تأسيس موقع يهدف إلى نشر اللغة العربية على الإنترنت. قرر أن يكون رائد هذا المجال، وتعاون مع أصدقائه الذين يتمتعون بروح ريادة الأعمال والإبداع والتميز، لتأسيس خدمة بريد إلكتروني موجهة للعالم العربي.
في عام 1998، قام الثلاثة بإعداد مشروع تجريبي لخدمة بريد إلكتروني عربي، وكانت البداية من منزل عائلة سميح. وقد حصلت خدمة "مكتوب" في مرحلتها التجريبية على 5 آلاف مشترك. اختاروا اسم "مكتوب" ليكون سهل الحفظ ويرمز للبريد والرسالة، مع شعار "افتخر أنك عربي" (Proud to be an Arab).

## التوسع
وصل عدد المسجلين في الموقع إلى 100,000 مستخدم حتى عام 2000، مما دفع المؤسسين إلى تحويل المشروع التجريبي إلى شركة مستقلة. وقد قاموا بإدخال شريك مالي جديد، وهو شركة EFG-Hermes المصرية، وهي شركة استثمارية معروفة في جمهورية مصر العربية، التي استثمرت مبلغاً قدره مليونين ونصف المليون دولار أمريكي.
بدأت الشركة في نشر الموقع عبر البريد الإلكتروني في البداية، ومع تطور المشروع وتوسعه، بدأت بالترويج لخدماتها بشكل أوسع من خلال القنوات التقليدية مثل الصحف والمجلات، بالإضافة إلى الإنترنت.
في عام 2004، أطلقت الشركة حملة إعلانية كبيرة بعنوان «سجل أنا عربي»، بهدف توحيد العقول العربية المبدعة. وقدمت الشركة العديد من الخدمات الجديدة بجانب البريد الإلكتروني، مثل الدردشة، بطاقات المعايدة، الموسيقى، الزواج، الصداقة والتعارف، القاموس، الأخبار، والخدمات الإسلامية. كما أعلنت عن إمكانية إرسال واستقبال البريد الإلكتروني بالعربية بدون الحاجة إلى دعم نظام اللغة العربية على أجهزة الحواسيب، وحلول للكشف عن الفيروسات والقضاء عليها في الرسائل البريدية. بعد ذلك بفترة قصيرة، قدمت خدمة بريد إلكتروني بسعة 1000 ميغا بايت، والتي كانت الأكبر عالمياً في ذلك الوقت، واحتل الموقع المرتبة الأولى في قائمة أليكسا للمواقع العربية، ولا يزال يتصدر لائحة المواقع العربية حتى اليوم.
واصلت الشركة توسيع نطاق خدماتها من خلال شراء عدة شركات ومواقع، وطرحت خدمات جديدة بشكل مستمر. ومن أحدث خدماتها خدمة التلفاز التي سيتم إطلاقها قريباً. تسعى الشركة الآن لتحقيق هدفها الجديد بالوصول إلى قائمة أفضل 50 موقعاً عالمياً.
أسباب النجاح والدروس المستفادة
منذ البداية، كان المؤسسون على دراية بأن الإنترنت والبريد الإلكتروني سيصبحان أكثر انتشاراً، واعتبروا أن الاستفادة من هذه الفرصة أمر حيوي. كانوا مدركين أيضاً أن النجاح ممكن وأنهم سيكونون في الطليعة، فقد كانوا من بين المواقع الأولى التي انطلقت في العالم العربي، مما منحهم ميزة السباق الأول. كانوا طموحين وهدفهم كان إضافة قيمة للعالم العربي وابتكار شيء ثوري.
حددوا هدفهم بأن يكونوا أكبر مجتمع عربي على الإنترنت، وركزوا على الجيل الجديد الذي يتزايد استخدامه للإنترنت. بالرغم من التحديات التي واجهوها في البداية، فقد تمكنوا بفضل إصرارهم وإدارة قوية وفريق عمل مدرب من التغلب عليها. فريقهم كان قوياً في البرمجة والتسويق والمبيعات، بالإضافة إلى تقديم دعم فني متواصل على مدار الساعة. كما كان لديهم قدرة على تطوير أفكار جديدة ومتابعة مستمرة لأحدث التطورات في عالم الإنترنت، وتمويل جيد، ورؤية شمولية تركز على الوطن العربي بأسره. إضافة إلى ذلك، كانت التكاليف المنخفضة في الأردن مقارنة بالدول الأخرى عاملاً مساعداً.

## مكتوب و Yahoo
أعلنت شركة Yahoo العالمية يوم الثلاثاء 25 أغسطس 2009 إبرامها اتفاقية للاستحواذ على شركة Maktoob «مكتوب»، موقع الإنترنت الرائد في العالم العربي الذي يضم أكثر من 16.5 مليون مستخدم، وأتى الإعلان عن الاتفاقية دون الإعلان عن الشروط المالية لهذه الاتفاقية..

ذكرت ياهو بموقعها: عالم الإنترنت العربي سيغدو أكبر... وأكبر. سيتمتّع أعضاء مجتمع مكتوب بأفضل محتوى محلي في المنطقة بالإضافة إلى خدمات وأدوات ياهو الحائزة على العديد من الجوائز، وكل ذلك في مكان واحد!.

و هذا من شأنه اتاحة العديد من الأدوات المذهلة للمستخدم العربي وباللغة العربية.
أغلقت ياهو! مكتوب خدمة مدونات مكتوب في 31 مارس 2013.

## وصلات خارجية
- الموقع الرسمي